# Шашкова, Элеонора Петровна
Элеоно́ра Петро́вна Шашко́ва (род. 24 декабря 1937 года, Батуми, Аджарская АССР, Грузинская ССР, СССР) — советская и российская актриса театра и кино. Заслуженная артистка РСФСР (1991), заслуженный деятель искусств Польши.

## Биография
Элеонора Шашкова родилась 24 декабря 1937 года в Батуми, в семье офицера пограничных войск КГБ СССР. Отец — Пётр Никитич Шашков, участник Великой Отечественной войны (1941—1945), закончил войну в Румынии. После войны служил в Кишинёве, затем — в Симферополе. В 1960-х годах служил на курильском острове Кунашир, был заместителем начальника пограничного отряда. Мать — Антонина Ивановна Шашкова (в девичестве— Пацкова), имела семь классов образования, была артистичной натурой, любила петь и читать стихи.
После окончания средней школы Элеонора три года прослужила на Курилах в отделе разведки штаба пограничных войск КГБ СССР делопроизводителем и машинисткой, выучила стенографию, принимала участие в допросах японских шпионов, давала подписку о неразглашении государственной тайны.
В 1963 году, вопреки воле отца, категорически возражавшего против актёрского будущего дочери, окончила Высшее театральное училище имени Б. В. Щукина в Москве (художественный руководитель курса — Леонид Моисеевич Шихматов). В том же году была принята в труппу Государственного академического театра имени Евгения Вахтангова в Москве, где служит по настоящее время.
С 1961 года, ещё будучи студенткой второго курса Щукинского училища, начала сниматься в кино, дебютировав в эпизодической роли в фильме «Две жизни». Далее было ещё несколько небольших работ в кино.
Впервые роль жены разведчика Элле Шашковой (так в титрах) досталась в двух фильмах шпионской тетралогии о резиденте «Ошибка резидента» (1968) и «Судьба резидента» (1970), где её партнёром стал Георгий Жжёнов в образе двойного агента Тульева. Шашковой довелось сыграть в этой же роли и в третьем фильме тетралогии «Возвращение резидента» (1982).
Однако самой известной киноролью Шашковой стала эпизодическая роль жены Штирлица Александры Николаевны Гаврилиной в советском военно-драматическом телесериале Татьяны Лиозновой «Семнадцать мгновений весны» (1973). Когда актриса пришла на пробы, Лиознова предложила ей сделать стрижку. На следующий день должны были состояться съёмки эпизода. Шашкова просила Лиознову дать ей сценарий, чтобы ночью почитать, подумать, подготовиться, но та сказала: «Ни о чём не думай, просто приходи». Актриса пришла и начала выполнять команды режиссёра. У Вячеслава Тихонова в этот день был первый за полгода выходной, но играть без партнёра у Шашковой не получалось, ей хотелось видеть глаза «мужа». И вдруг на площадке появился Тихонов: ему стало любопытно, как же выглядит его «жена». Он приехал на съёмки и сел возле камеры. Шашкова сыграла свою роль, а на следующий день должны были снимать Вячеслава Васильевича, но он сказал, что без «жены» у него ничего не получится. За ней послали машину. Фильм принёс Элеоноре Шашковой широкую известность, но её редко узнавали зрители. Несмотря на то, что она сыграла десятки ролей в Театре Вахтангова, для многих зрителей она всё равно остаётся прежде всего «женой Штирлица».
С 65-летним юбилеем Шашкову поздравила Служба внешней разведки России. Представитель службы назвал актрису «образцом жены разведчика».

### Личная жизнь
Элеонора Петровна Шашкова дважды была замужем.
Первый муж — Эрнст Петрович Зорин (1937—2020), актёр, Заслуженный артист РСФСР (1979). Познакомились в Театре имени Е. Б. Вахтангова в Москве. В 1980 году Зорин эмигрировал в ФРГ, а с 1996 года жил в США. В браке родилась дочь Антонина — Шашкова назвала её в память о своей маме. Антонина Зорина замужем, имеет двоих сыновей — Давида и Георгия.
Второй муж — Валентин Иванович Селиванов (1938—1998), кинорежиссёр, сценарист. Они познакомились на съёмках фильма «Дневник Карлоса Эспинолы» (1976).

## Творчество

### Театральные работы

#### Государственный академический театр имени Евгения Вахтангова(Москва)
- «Золушка» — фея
- «Стряпуха замужем» — официантка, колхозница
- «Западня» — прачка
- «Дион» — Весталка
- «Конармия» — Настя, казачка
- «Виринея» — баба
- «На всякого мудреца довольно простоты» — Мамаева
- «Мещанин во дворянстве» — Доримена
- «Каменный гость» — Лаура
- «Память сердца» — Катерина
- «Выбор» — Ляля
- «Женщина за зеленой дверью» — Фарида
- «Тринадцатый председатель» — Харисова, 2-й заседатель
- «Мистерия-буфф» — немка
- «Анна Каренина» — жена посланника
- «Женщины» — Ледяева
- «Кабинетная история» — жена брата
- «Проделки Скапена» — Нерина, кормилица
- «За двумя зайцами…» — Марта, певичка
- «Принцесса Ивонна» — тётушка Ивонны
- «Пристань» — странница
- «Вечер шутов» — артистка цирка
- «Баба Шанель» — Ираида Семёновна
- «Театр» — миссис Лэмберт, мать Джулии

### Роли в кино
| Год       |     | Название                                                                               | Роль                                                               |
| --------- | --- | -------------------------------------------------------------------------------------- | ------------------------------------------------------------------ |
| 1961      | ф   | Две жизни                                                                              | прачка (эпизод)                                                    |
| 1963      | ф   | Когда казаки плачут                                                                    | эпизод                                                             |
| 1963      | ф   | Тишина                                                                                 | Таня                                                               |
| 1964      | ф   | Возвращение Вероники                                                                   | Тонюшка                                                            |
| 1968      | ф   | Ошибка резидента                                                                       | Мария Николаевна                                                   |
| 1970      | ф   | Драма на охоте                                                                         | Созя, жена Карнеева                                                |
| 1970      | ф   | О любви                                                                                | Вера, институтская подруга Галины                                  |
| 1970      | ф   | Судьба резидента                                                                       | Мария Николаевна                                                   |
| 1971      | ф   | Тени исчезают в полдень                                                                | Стеша (Степанида Михеевна), жена Фрола Петровича Курганова         |
| 1972      | ф   | Цирк зажигает огни                                                                     | Ирина Алексеевна Шевелёва                                          |
| 1973      | ф   | Открытая книга                                                                         | Лена Быстрова, врач, учёный, сотрудник лаборатории                 |
| 1973      | с   | Семнадцать мгновений весны (серия № 3)                                                 | Александра Николаевна Гаврилина, жена полковника Исаева (Штирлица) |
| 1973      | ф   | Я служу на границе                                                                     | Лидия Ивановна Гребнева                                            |
| 1975      | ф   | Конармия (телеспектакль)                                                               | Настя                                                              |
| 1976      | ф   | Дневник Карлоса Эспинолы                                                               | Александра Ивановна                                                |
| 1977      | ф   | Всё дело в брате                                                                       | Нина Александровна Калиткина, мать Фрола и Андрея                  |
| 1978      | ф   | Однокашники                                                                            | Мария Лобанова, жена Николая Лобанова                              |
| 1981      | ф   | Тропинины                                                                              | Елена Васильевна, жена Алексея Тропинина                           |
| 1982      | ф   | Возвращение резидента                                                                  | Мария Николаевна                                                   |
| 1982      | ф   | Ещё до войны                                                                           | Колотовкина, жена председателя                                     |
| 1982      | ф   | Слёзы капали                                                                           | представительница строительной организации                         |
| 1983      | ф   | Талисман                                                                               | тётя Зина, мать Ларисы                                             |
| 1984      | ф   | Продлись, продлись, очарованье...                                                      | Маргарита Петровна, коллега Анны Шарыгиной                         |
| 1985      | кор | Дорога к морю                                                                          | Имя персонажа не указано                                           |
| 1985      | ф   | Неудобный человек                                                                      | Катерина                                                           |
| 1985      | ф   | Свадьба старшего брата                                                                 | Зоя Павловна                                                       |
| 1991      | ф   | Телохранитель                                                                          | эпизод                                                             |
| 1999      | ф   | Семейные тайны                                                                         | Имя персонажа не указано                                           |
| 2003      | с   | Возвращение Мухтара (1-й сезон — серии № 9 «Талисман» и № 12 «Запах женщины»)          | Любовь                                                             |
| 2004      | ф   | За двумя зайцами                                                                       | Марта                                                              |
| 2006      | с   | Евлампия Романова. Следствие ведёт дилетант 3 (фильм № 8 «Прогноз гадостей на завтра») | Ариадна Васильевна                                                 |
| 2006      | ф   | Знаки любви                                                                            | соседка                                                            |
| 2006      | ф   | Утёсов. Песня длиною в жизнь                                                           | Екатерина Алексеевна Фурцева                                       |
| 2006      | с   | Закон и порядок. Преступный умысел 1 (фильм № 5 «Добрый доктор»)                       | психолог                                                           |
| 2007      | ф   | Взрослая жизнь девчонки Полины Субботиной                                              | бабушка Насти                                                      |
| 2007—2008 | с   | Мачеха                                                                                 | Евдокия Георгиевна                                                 |
| 2008      | с   | Взрослые игры                                                                          | Евдокия Георгиевна                                                 |
| 2008      | ф   | Грехи наши                                                                             | Инна Анатольевна                                                   |
| 2008      | с   | Закон и порядок. Преступный умысел 3 (фильм № 13 «Колесница судьбы»)                   | Соколинская                                                        |
| 2008      | с   | Срочно в номер 2 (фильм № 4 «Репетиция смерти»)                                        | мать Жорика                                                        |
| 2010      | с   | Дворик (серия № 74)                                                                    | Валентина Борисовна, мать Артёма Соболева                          |
| 2012      | с   | Без срока давности (серия № 23 «Дети войны»)                                           | Раиса Даниловна Кривоженко                                         |
| 2012      | ф   | Новогодний брак                                                                        | Тамара Николаевна, мать Андрея                                     |
| 2012      | ф   | Тройная жизнь                                                                          | Анна Леонидовна, мать Леры                                         |
| 2013      | с   | Паутина 7 (фильм № 1 «Белый шиповник»)                                                 | Лариса Степановна, мать Наташи                                     |
| 2014      | с   | Паутина 8 (фильмы № 1 «Пластмассовые бриллианты» и № 5 «Красный Феникс»)               | Лариса Степановна, мать Наташи                                     |
| 2015      | с   | Лондонград. Знай наших!                                                                | Бронислава Цыганкова, мать Глеба Цыганкова                         |
| 2020      | ф   | Тень дракона                                                                           | Марта                                                              |
| 2021      | ф   | Батя                                                                                   | Имя персонажа не указано                                           |

## Признание заслуг

### Государственные награды
- 1991  — почётное звание «Заслуженный артист РСФСР» (13 сентября 1991 года) — за заслуги в области советского искусства[13].
- 2021 — Благодарность Президента Российской Федерации (20 сентября 2021 года) — за большой вклад в развитие отечественной культуры и искусства, многолетнюю плодотворную деятельность[14].

### Награды иностранных государств
- Заслуженный деятель искусств Польши[1][15][когда?].

### Общественные награды
- 2015 — негосударственная медаль «За активную гражданскую позицию и патриотизм» (23 декабря 2015 года), учрежденная Комиссией по общественным медалям и памятным знакам — за большой личный вклад в работу по патриотическому воспитанию, проявление патриотизма в общественной, служебной, военной и трудовой деятельности и за активную гражданскую позицию[16].
- 2016 — орден «Честь и слава Великой России» общественного объединения «Великие люди Великой России» (2 декабря 2016 года)[17][18].